# 406

## Догађаји
- 31. децембар — По традицији, племена Вандали, Алани и Свеви су прешли Рајну што је означило крај римског рајнског лимеса.

- Радагајст је приморан да се повуче у брда Фјезоле. Тамо је покушао да побегне, али су га Римљани ухватили.
- 23. август – Радагајст је погубљен; 12.000 „варвара“ је укључено у римску војску, или су продати као робови.
- Јесен - Преостале римске легије у Британији одлучују да се побуне. Узурпатор Марко је проглашен за цара.
- Вандалско-франачки рат: Вандале, предвођени Годигиселом, су пресрели и поразили Франци под Маркомиром. Годигисел је убијен у борби и наследио га је његов син Гундерих.
- 31. децембар – Вандали, Алани и Свеви прелазе Рајну код Могонтиакума (савремени Мајнц), започињајући инвазију на Галију.
- Факсијан, кинески путник, стиже у Индију. Посећује главна седишта будистичког учења (Удијана, Пешавар и Таксила).
- Ханзеи је наследио свог брата Ричуа, и постао 18. цар Јапана по традиционалном редоследу сукцесије.
- Узгој ражи, овса, хмеља и пшенице проширили су у Европу староседеоци Вандали, Алани и Скири, који такође користе тешки плуг на точковима који ће се користити за пољопривреду.
- Витражи се први пут користе у црквама у Риму.

## Смрти
- Света Павла Римска
- Хроматије Аквилејски
- Годигисел - краљ Вандала
- Радагајст - готски краљ